# Håvard Tvedten
Håvard Tvedten (ur. 29 czerwca 1978 roku w Flekkefjordzie) – norweski piłkarz ręczny, wielokrotny reprezentant kraju, gra na pozycji skrzydłowego. Obecnie występuje w duńskim AaB Håndbold.

## Sukcesy
- Mistrzostwa Hiszpanii:
  -  2010
- Puchar Zdobywców Pucharów:
  -  2009

## Nagrody indywidualne
- 2011: najlepszy lewoskrzydłowy mistrzostw Świata (Szwecja)